# О’Нил, Питер
Питер Чарльз Пейр О’Нил (англ. Peter Charles Paire O'Neill; род. 13 февраля 1965) — политический и государственный деятель Папуа — Новой Гвинеи. В период со 2 августа 2011 по 29 мая 2019 года занимал пост премьер-министра страны. Политический лидер Народного национального конгресса.

## Биография
Питер О’Нил родился в провинции Саутерн-Хайлендс в семье папуаски и австралийского чиновника ирландского происхождения. В 1972—1977 годах учился в начальной школе в Йалибу, затем в Ialibu High School и Goroka High School в Горока.
В 1983—1986 годах изучал финансы и торговлю в университете Папуа — Новой Гвинеи. В 1989 году получил диплом профессионального бухгалтера-финансиста.
Был бизнесменом. Занялся политической деятельностью. В августе 2002 года был избран в депутаты Национального парламента от Народного национального конгресса (People’s National Congress).
В 2002—2003 годах занимал должность министра труда и промышленности в кабинете Майкла Сомаре, а с 2003 до 2004 года — министра общественных служб.
В 2004—2007 годах возглавлял оппозиционные силы Папуа — Новой Гвинеи.
После парламентских выборов в 2007 году вошёл в состав правительственной коалиции во главе с партией Национального альянса.
В августе 2007 года в кабинете Сомаре стал министром торговли и промышленности.
В начале 2010 — министр финансов.
В июне 2011 года и. о. премьер-министра страны Самуэль Абал переместил его в кресло министра общественных работ и транспорта, что послужило причиной конфликта в рядах правящей коалиции.
2 августа 2011 года часть парламентской коалиции, при поддержке некоторых оппозиционных представителей, во время длительного отсутствия по причине лечения в Сингапуре премьера Сомаре, приняла решение о его отставке.
Новым главой правительства был избран Питер О’Нил, получивший в парламенте в свою поддержку 70 голосов при 24 — против.
В тот же день он был приведён к присяге и утверждён решением генерал-губернатора Папуа — Новая Гвинея Майкла Огио.